# ديفيد بينينت
ديفيد بينينت (و. 1966  م) هو ممثل مسرحي، وممثل أفلام، وممثل تلفزي سويسري، ولد في لوزان، بدأ مشواره المهني سنة 1974.

## وصلات خارجية
- ديفيد بينينت على موقع IMDb (الإنجليزية)
- ديفيد بينينت على موقع مونزينجر (الألمانية)
- ديفيد بينينت على موقع قاعدة بيانات الأفلام العربية
- ديفيد بينينت على موقع ألو سيني (الفرنسية)
- ديفيد بينينت على موقع أول موفي (الإنجليزية)
- ديفيد بينينت على موقع قاعدة بيانات الأفلام السويدية (السويدية)
- ديفيد بينينت على موقع ديسكوغز (الإنجليزية)
- ديفيد بينينت على موقع قاعدة بيانات الفيلم (الإنجليزية)
- ديفيد بينينت على موقع كينوبويسك (الروسية)